# Troubadour (álbum de JJ Cale)
Troubadour es el cuarto álbum de estudio del músico estadounidense JJ Cale, publicado por la compañía discográfica Shelter Records en septiembre de 1976.
El álbum incluyó la canción «Cocaine», popularizada por Eric Clapton en una versión publicada en el álbum Slowhand. En 2001, Clapton también versionó «Travelin' Light» para el álbum Reptile.
Troubadour alcanzó solo el puesto 84 en la lista estadounidense Billboard 200; sin embargo, obtuvo un mayor éxito comercial en países europeos. Fue el primer álbum de Cale en entrar en la lista británica UK Albums Chart, donde llegó al puesto 53. En Países Bajos alcanzó el puesto cuatro, mientras que en Noruega llegó al nueve en la lista de discos más vendidos. En Nueva Zelanda, alcanzó la segunda posición en la lista de discos más vendidos.

## Lista de canciones
Todas las canciones escritas y compuestas por JJ Cale excepto "I'm a Gypsy Man" de Sonny Curtis.. 
| N.º | Título                    | Escritor(es) | Duración |  |
| 1.  | «Hey Baby»                |              | 3:11     |  |
| 2.  | «Travelin' Light»         |              | 2:50     |  |
| 3.  | «You Got Something»       |              | 4:00     |  |
| 4.  | «Ride Me High»            |              | 3:34     |  |
| 5.  | «Hold On»                 |              | 1:58     |  |
| 6.  | «Cocaine»                 |              | 2:48     |  |
| 7.  | «I'm a Gypsy Man»         |              | 2:42     |  |
| 8.  | «The Woman That Got Away» |              | 2:52     |  |
| 9.  | «Super Blue»              |              | 2:40     |  |
| 10. | «Let Me Do It to You»     |              | 2:58     |  |
| 11. | «Cherry»                  |              | 3:21     |  |
| 12. | «You Got Me On So Bad»    |              | 3:17     |  |

## Personnel
- JJ Cale: voz, guitarra y piano
- Charles Dungey: bajo
- Tommy Cogbill: bajo
- Joe Osborn: bajo
- Bill Raffensperger: bajo
- Karl Himmel: batería
- Kenny Buttrey: batería
- Buddy Harman: batería
- Jimmy Karstein: batería
- Kenny Malone: batería
- Gordon Payne: guitarra
- Chuck Browning: guitarra
- Reggie Young: guitarra rítmica
- Harold Bradley: guitarra rítmica
- Bill Boatman: guitarra rítmica
- Doug Bartenfeld: guitarra
- Lloyd Green: pedal steel guitar
- Buddy Emmons: pedal steel guitar
- Farrell Morris: percusiones
- Audie Ashworth: percusiones
- J.I. Allison: percusiones
- Don Tweedy: sintetizador
- Bobby Woods: piano
- Bill Pursell: piano
- George Tidwell: trompeta
- Dennis Goode: trombón
- Billy Puett: saxofón

## Posición en listas
| País           | Lista                   | Posición |
| -------------- | ----------------------- | -------- |
| Alemania       | Media Control Charts    | 22       |
| Austria        | Austrian Top 75 Albums  | 24       |
| Estados Unidos | Billboard 200           | 84       |
| Noruega        | Norwegian Top 40 Albums | 9        |
| Nueva Zelanda  | New Zealand Music Chart | 2        |
| Reino Unido    | UK Albums Chart         | 53       |
| Suecia         | Swedish Albums Chart    | 43       |

| Sencillo   | País           | Lista             | Posición |
| ---------- | -------------- | ----------------- | -------- |
| «Hey Baby» | Estados Unidos | Billboard Hot 100 | 96       |